# Klapa Jadrija
Klapa Jadrija jedna je od najpopularnijih klapskih skupina u Hrvatskoj. Osnovana je 1974. godine u Šibeniku.

## O klapi
Jedna od najuspješnijih hrvatskih klapa, spada u sam vrh klapskog pjevanja, uz bok klapama "Šibenik", Trogir" i "DC Vranjic".
Klapu Jadrija, koja nosi ime po popularnom šibenskom kupalištu, osnovali su Ivo Lakoš, Miće Friganović, Ante Šabić i (kasniji operni solist) Miro Belamarić. U danima najvećih uspjeha kao bas se isticao Capo Lovrić, koji se kasnije profesionalizirao kao operni pjevač u Njemačkoj. Klapa je počela pjevati i prije 1974. godine, ali nije službeno postojala. Zato službenim početkom smatraju tu godinu, jer su onda i otvorili žiro-račun da bi primati honorare za pjevanje na hotelskim terasama.
Od osnutka klapa je praktički, u istom sastavu. Promijenili su samo jednoga basa.
Klapa Jadrija je četverostruki pobjednik FDK Omiš; a ukupno su dobili osam festivalskih nagrada u 12 nastupa na tom prestižnom festivalu.
Klapa Jadrija je bila ambasador šibenske pisme i na dalekim morima. Dvaput su pjevali u Americi, jednom u Australiji … pjevali su na XIV. Zimskim olimpijskim igrama u Sarajevo 1984.Olimpijadi u Sarajevu kao predstavnici Dalmacije, na VIII. Mediteranskim igrama u Splitu 1979. i onima Bariju, Kao i na Igrama bez granica u Lignanu. Nastupali su i u Švicarskoj, Francuskoj, Italiji, Njemačkoj, Češkoj… Išli su i s košarkašima Šibenke u Berlin, na finale Kupa Koraća itd.
Članovi Klape tjekom godina su bili: Ivo Lakoš, Miće Friganović, Ante Šabić, Miro Belamarić, Marijan Antulov, Igor Ninić, Ivica Lovrić, Željko Nakić, Vladimir Penović, Alfred Fredi Trojan, Goran Stošić, Vedranko Šikić, Ante Jelić, Mario Kovač i Zoran Čelar.
Povodom 45. obljetnice osnutka klape Gradsko vijeće grada Šibenika dodijelilo je klapi "Jadrija" Plaketu grada Šibenika 2019. godine za iznimna postignuća u klapskom pjevanju i promicanju šibenske glazbene tradicije.

## Diskografija
Klapa je izdala sljedeće albume: Iz toverne pisma zvoni (1981.), Dida moj (1984.), Dalmacijo sakrij suze (1988.) i Božić u Dalmaciji (1999.) te kompilaciju 20 klapskih bisera 1981. – 1995.